# 山田真史
山田 真史（やまだ しんじ、1994年2月24日 - ）は、京都府宇治市出身のサッカー選手。ポジションはMFもしくはDF。

## クラブ歴
奈良育英高校では全国高等学校サッカー選手権大会に出場し優秀選手に選出された。その前から進学先として決まっていた近畿大学に行ったが、日本フットボールリーグ所属クラブからのオファーはあったもののJリーグからのオファーはなく、4年次に渡独を決断した。
近畿大学が所属した関西学生リーグは概ねオーバーリーガに相当するという話を聞いて5部での挑戦を考えていたものの、文化や言語の違いや出場機会を考え、フェアバンズリーガのFCドルンドルフに加入。
翌年にオーバーリーガのSpVgg EGCヴィウゲスに移籍、同年夏に同じくオーバーリーガのSVヴェルダー・ブレーメンIIIに移籍。
2018年夏にレギオナルリーガのBSVシュヴァルツ＝ヴァイス・レーデンに移籍、蜂蜜工場で働きながらプレーした。
翌年夏に同じくレギオナルリーガのFCヴィクトリア1889ベルリンに移籍しプロ契約を締結。しかし加入が一ヶ月ほど遅れ、その後チームに合流して試合に出場するようになった頃合に足を骨折し長期離脱を余儀なくされた。全勝をしていた2020-21シーズンが新型コロナウイルス感染症の世界的流行によって打ち切られると、ドリッテ・リーガへ昇格する事となった。2021年11月27日にドリッテ・リーガで初出場を記録した。

## 代表歴
高校時代に高校選抜としてドイツ遠征に参加した。

## プレースタイル
ポジションは右ウイングバック、あるいは右サイドバック。走力と対人の強さが特徴であると自ら語っている。

## 個人成績
2021年12月1日現在
| 2015-16 | ドルンドルフ              | 4      | フェアバンズ・ヘッセン中 | 2   | 0 | - | - | 2   | 0 |
| 2016-17 | ドルンドルフ              | 11     | フェアバンズ・ヘッセン中 | 14  | 0 | - | - | 14  | 0 |
| 2016-17 | ヴィウゲス                | 12     | ラインラント             | 15  | 1 | - | - | 15  | 1 |
| 2017-18 | ヴェルダー・ブレーメンIII | 4      | ブレーメン               | 29  | 4 | - | - | 29  | 4 |
| 2018-19 | レーデン                  | 16     | レギオナル北             | 34  | 3 | - | - | 34  | 3 |
| 2019-20 | ヴィクトリア・ベルリン    | 27     | レギオナル北東           | 15  | 0 | - | - | 15  | 0 |
| 2020-21 | ヴィクトリア・ベルリン    | 27     | レギオナル北東           | 9   | 1 | 1 | 0 | 10  | 1 |
| 2021-22 | ヴィクトリア・ベルリン    | 27     | ドリッテ                 | 1   | 0 | 0 | 0 | 1   | 0 |
| 通算    | ドイツ                    | ドイツ | ドリッテ                 | 1   | 0 | 0 | 0 | 1   | 0 |
| 通算    | ドイツ                    | ドイツ | レギオナル北             | 34  | 3 | 0 | 0 | 34  | 3 |
| 通算    | ドイツ                    | ドイツ | レギオナル北東           | 24  | 1 | 1 | 0 | 25  | 1 |
| 通算    | ドイツ                    | ドイツ | ブレーメン               | 29  | 4 | 0 | 0 | 29  | 4 |
| 通算    | ドイツ                    | ドイツ | ラインラント             | 15  | 1 | 0 | 0 | 15  | 1 |
| 通算    | ドイツ                    | ドイツ | フェアバンズ・ヘッセン中 | 16  | 0 | 0 | 0 | 16  | 0 |
| 総通算  | 総通算                    | 総通算 | 総通算                   | 119 | 9 | 1 | 0 | 120 | 9 |